# علی ایمانی (بازیکن فوتسال)
علی ایمانی (زادهٔ ۹ آذر ۱۳۵۵ در تهران) بازیکن سابق فوتسال و مربی دروازه‌بان فوتسال اهل ایران است.         

## پیشینه
پست تخصصی علی ایمانی در تیم های باشگاهی فوتسال دروازه‌بان بوده است.